# Valdefuentes del Páramo
Valdefuentes del Páramo és un municipi de la província de Lleó, enclavada en la comarca natural del Páramo Leonés.

## Pedanies del municipi
- Azares del Páramo
- Valdefuentes del Páramo

## Demografia
| 1991 | 1996 | 2001 | 2004 |
| ---- | ---- | ---- | ---- |
| 539  | 477  | 458  | 388  |